# Cascada Angel

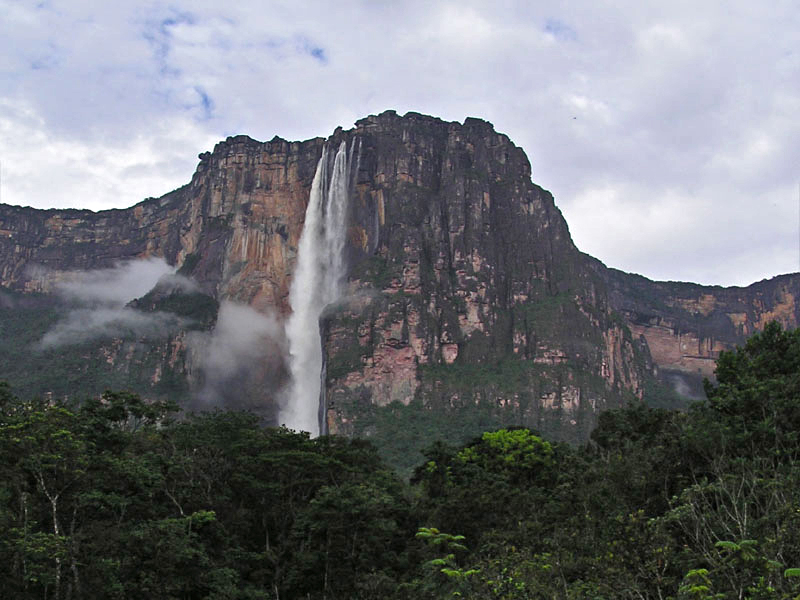
Salto Ángel

Cascada Angel (în spaniolă Salto Ángel) se găsește în sud-estul Venezuelei, America de Sud fiind, cu 979 m, cea mai înaltă cascadă din lume, (având o treaptă de 805 m).
Băștinașii au numit-o Kerekupai-Merú, care înseamnă „Săritura cea mai adâncă”.

## Geografie
Cascada aparține de Gran Sabana ce este o parte din Parcul Național Canaima. Cursul cascadei este un afluent al râului Rio Carrao. Salto Angel cade de pe Auyan-Tepui un platou muntos (suprafață 700 km²). Pe timpul căderii apei, (805 m) mai ales în anotimpul secetos, apa este pulverizată, picăturile de apă se preling pe pereții stâncoși fiind colectate intr-o vale adâncă intr-un râu torențial, după un traseu scurt, urmează încă o cădere de apă de 200 m adâncime. Alimentarea cascadei cu apă, este realizată prin furtuni cu ploi torențiale, fiind colectate pe suprafața platoului, la marginea acestui platou găsindu-se cascada.

## Istoric
Cu toate că venezueleanul Ernesto Sánchez la Cruz a descoperit cascada deja în 1910, numele cascadei poartă numele pilotului american Jimmie Angel care a redescoperit cascada în 1933. Redescoperirea cascadei de către pilotul american se datorează întâmplării, acesta primind o ofertă de 5000 de dolari pentru înconjurul muntelui venezuelan. El reușește să aterizeze pe platoul unui munte. Pilotul și însoțitorul lui au reușit în câteva zile să separe prin spălare o cantitate apreciabilă de aur din albia râului. Doar de la marginea platoului, prin picaj, a putut să părăsească cu avionul platoul muntos, zburând mai departe în căutare de aur, iar la data de 16 noiembrie 1933, deasupra canionului râului Rio Churun, descoperă cascada impunătoare care îi poartă numele. Doi ani mai târziu însoțit de soția lui încercarea de a ateriza pe platou eșuează. Avionul lui este expus în prezent la Ciudad Bolivar (Venezuela).
În 1949, o expediție condusă de fosta corespondentă de război americană, Ruth Robertson, a străbătut canionul Churun în ambarcațiuni cu motor. Ea a zărit pentru prima dată cascada la lumina lunii, „un șuvoi lung de argint învăluit într-o strălucire galben-roșiatică”.